# Al-Rayyan Sports Club (pallacanestro)
L'Al Rayyan Basketball Team è una società professionistica di basket con sede nella città di Al Rayyan, in Qatar, che fa parte della polisportiva dell'Al-Rayyan Sports Club, attiva in vari sport come calcio, pallavolo, pallamano ed altri. La squadra prende parte alla massima competizione nazionale la Qatari Basketball League..
La squadra gioca le sue partite casalinghe presso l'Al Rayyan Indoor Arena, una struttura che può ospitare fino a 2.000 spettatori.

## Storia
L'Al Rayyan Basketball Team ha partecipato al campionato nazionale fin dalla fondazione della Qatar Basketball Federation (QBF), guidata da Nasser Al-Mubarak Al-Ali nel 1979. Nei primi anni della competizione l'Al-Rayyan, come tutte le altre squadre della nazione, dovevano giocare in campi esterni pavimentati in cemento visto che a quel tempo, nessun club, disponeva di palazzetti con aria condizionata, il che significava che la superficie su cui giocare, sarebbe stata molto pericolosa a causa delle temperature. All'epoca in cui il basket veniva introdotto per la prima volta in Qatar, c'erano solo altri quattro club che presero parte nel campionato di basket.
Un rapporto pubblicato dalla QBF nel 1982 affermava che il numero totale di giocatori di basket dell' Al-Rayyan nel 1970 era di otto, numero che diminuì gradualmente nel corso del decennio, fino al 1974 quando arrivò a tre giocatori allenati dal sudanese Abdul Monem Salem. La squadra iniziò a prendere piede solo all'inizio degli anni '80 dopo la formazione della Qatari Basketball League. La base di giocatori aumentò nel corso degli anni ed il sudcoreano Young-Suk, venne selezionato in quegli anni come allenatore, per cercare di portare la gloria alla squadra. Negli anni '80, l'Al-Rayyan era una squadra da non sottovalutare nel panorama del basket in Qatar, con giocatori del calibro di Ahmed Mohammed Ali, miglior marcatore della stagione 1980-81, e Omar Mohammed, miglior marcatore della divisione giovanile nello stesso anno. A metà degli anni '80 la squadra per alcuni problemi dovette lincenziare la maggior parte dei giocatore, rendendo il club non idoneo a competere nella stagione 1985-86 della Qatari Basketball League. Nel 1988, il club però si era ripreso ancora una volta, con gli la squadra giovanile che si aggiudicò la vittoria nelle stagioni 1988-89 e 1990-91. Nel 1992, il club contava più di 95 giocatori nel loro sistema.

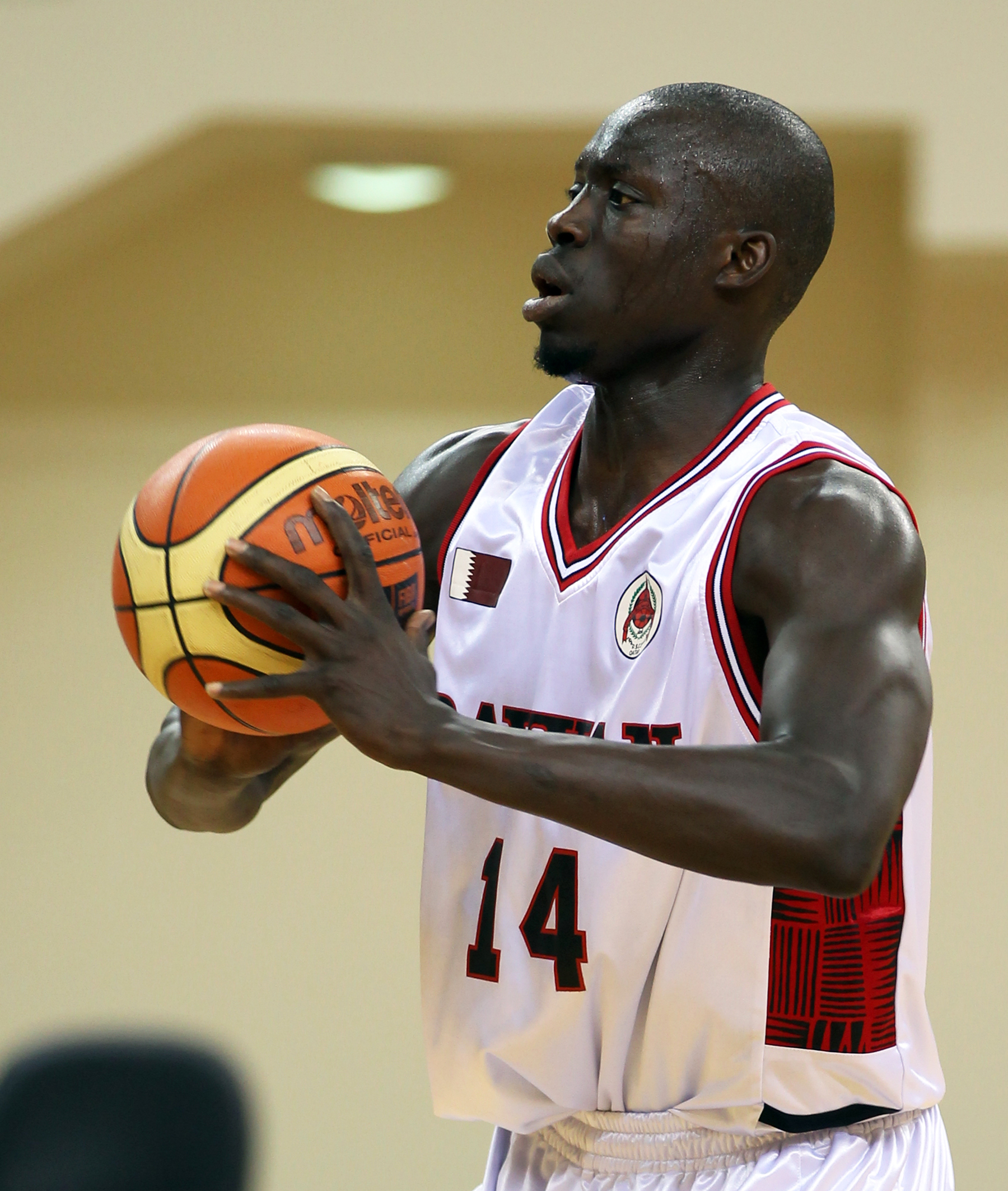
Erfan Ali Saeed con la maglia dell'Al-Rayyan nel 2012

Il club è stato in grado di ottenere la sua prima vittoria nella Qatari Basketball League nel 1994, sotto la guida dell'allenatore colombiano Julio Salazar e del suo vice allenatore Ahmed Abdul Hadi, e trascinata in campo da giocatori eccezionali come Yasin Mahmoud, Abdullah Diab, Ebrahim Basheer, Mohamed Orabi, Khaled Suleman e Abdulaziz Tahkrooni. In quella prima stagione con l'allenatore Julio Salazar in panchina, l'Al-Rayyan Basketball vinse la Emir of Qatar Cup Basketball, la Qatar Basketball League e la Qatar Crown Prince Cup Basketball, conquistando tutti i titoli nazionali disponibili. L'allenatore Julio Salazar alla guida dell'Al-Rayyan Club ha collezionato un totale di dieci trofei in un periodo di quattro anni. La squadra ha continuato a mostrare buone prestazioni nel campionato di basket per tutto il nuovo millennio, riuscendo anche ad imporsi in campo internazionale vincendo la FIBA Asia Champions Cup, massima competizione continentale per club, sia nel 2002 che nel 2005, arrivando invece seconda nel 2001, 2003, 2008 e 2010 e classificandosi terza nel 2004, 2006, 2007 e 2011. Sono i secondi più vincenti nella competizione, grazie ai due titoli, ed hanno il maggior numero di medaglie collezionate nella storia della competizione.
L'Al-Rayyan può vantare anche dei successi regionali, avendo vinto per ben cinque volte, record della competizione, il Gulf Basketball Clubs Championship, nel 2002, 2004, 2007, 2010 e 2012.

## Palmarès

### Titoli Nazionali
- Qatari Championship

Vittorie (18): 1993-1994, 1994-1995, 1995–1996, 1996–1997, 1997–1998, 1998–1999, 1999–2000, 2000-2001, 2001–2002, 2002–2003, 2003–2004, 2004–2005, 2005–2006, 2006–2007, 2008–2009, 2009–2010, 2010–2011, 2011–2012, 2014-2015, 2015-2016, 2022-2023
- Emir of Qatar Basketball Cup

Vittorie (14): 1993-1994, 1994-1995, 1998–1999, 1999-2000, 2000-2001, 2002-2003, 2004-2005, 2005-2006, 2007-2008, 2008-2009, 2011-2012, 2012-2013, 2018-2019, 2024-2025
- Qatar Crown Prince Basketball Cup

Vittorie (6): 2001-2002, 2003-2004, 2004-2005, 2005-2006, 2007-2008, 2008-2009

### Titoli Internazionali
- FIBA Asia Champions Cup

Vittorie (2): 2002, 2005
- Arab Club Basketball Championship

Vittorie (1): 2014
- Gulf Basketball Clubs Championship

Vittorie (5): 2002, 2004, 2007, 2010, 2012

## Roster attuale
Il roster per la stagione 2024-2025 
|    | Naz.                                               | Ruolo | Sportivo                | Anno | Alt. | Peso |  |
| -- | -------------------------------------------------- | ----- | ----------------------- | ---- | ---- | ---- |  |
| 0  | Stati Uniti (bandiera) · Bulgaria (bandiera)       | PG    | Dee Bost                | 1989 | 188  | 80   |  |
| 1  | Qatar (bandiera)                                   | PG    | Mohamed Abdelkawy       | 1995 | 179  | 77   |  |
| 4  | Stati Uniti (bandiera) · Qatar (bandiera)          | C     | Tyler Harris            | 1993 | 208  | 98   |  |
| 6  | Stati Uniti (bandiera)                             | G     | Darious Clark           | 1990 | 193  | 96   |  |
| 7  | Qatar (bandiera)                                   | G     | Ibrahima Seck           | 2002 | 183  | 83   |  |
| 10 | Qatar (bandiera)                                   | PG    | Abdulla Yassin Mousa    | 2008 | 188  | 79   |  |
| 11 | Stati Uniti (bandiera)                             | PG    | Justin Wright-Foreman   | 1997 | 188  | 86   |  |
| 12 | Bosnia ed Erzegovina (bandiera) · Qatar (bandiera) | C     | Meho Haracic            | 1998 | 212  | 101  |  |
| 13 | Qatar (bandiera)                                   | AG    | Aladji Bobo Magassa     | 2000 | 198  | 96   |  |
| 14 | Qatar (bandiera)                                   | G     | Aodhan Burness          | 2005 | 186  | 82   |  |
| 19 | Qatar (bandiera)                                   | C     | Mohammad Saeed          | 2005 | 200  | 85   |  |
| 38 | Qatar (bandiera)                                   | G     | Mohammed Al-Abdulrahman | 1986 | 175  | 73   |  |

### Staff tecnico
| Ruolo           | Nome                 |
| --------------- | -------------------- |
| Capo Allenatore | Stathis Nerantzakis  |
| Assistente      | Athanasios Molyvdas  |
| Assistente      | Brent Lamar Ragsdale |

## Cestisti
Qatar
- Yasseen Ismail
- Mohammed Yousuf Mohamed
- Omer Abdelqader
- Erfan Ali Saeed
- Tanguy Ngombo
- Saad Abdulrahman Ali

Jamaica
- Kimani Ffriend

USA
- Tierre Brown
- Todd Day
- Charron Fisher
- A. J. Guyton
- Eric Chatfield
- Kris Johnson
- Marlon Parmer
- Boney Watson
- Preston Knowles
- Suleiman Braimoh
- TJ Starks

## Allenatori
- Ahmed Hassan (1970–??)
- Abdul Monem Salem (1974)
- Park Byung-suk (1979–80)
- Al-Ahmad (1980–82)
- Dr. Mustafa M Diab (1982–83)
- Julio Salazar (1993-1995)
- Ali Fakhro (1998)
- Jack Olds (1999)
- Julio Salazar (1999-2001)
- Ahmed Abdul Hadi (2002)
- Willie Charles Richardson (2003–2004)
- Jaimie Angeli (2004–2007)
- Brian Lester (2008–2009)
- Carl Nash (2009–2010)
- Russel Bergman (2010–2011)
- Brian Rowsom (2011–2014)
- Brian Lester (2014)
- Stergios Koufos (2014-2016)
- Matthew Skillman (2016-2018)
- Erik Rashad (2018-2022)
- Stergios Koufos (2022-2024)
- Stathis Nerantzakis (2024-)